# Шоколадная крошка
Шоколадная крошка или шоколадные кусочки — небольшие кусочки подслащённого шоколада, которые используются в качестве ингредиента в ряде десертов (в частности, в печеньях с шоколадной крошкой и маффинах), в аджиле, и реже в некоторых блюдах для завтрака, таких как блины. Чаще всего ингредиенты имеют каплевидную форму с плоским круглым основанием; другие разновидности шоколадной крошки имеют форму прямоугольных или квадратных кусочков. Ингредиенты бывают разных размеров, обычно менее 10 миллиметров (0,39 дюйма) в диаметре.

## Происхождение
Шоколадная крошка появилась с изобретением печенья с шоколадной крошкой в 1937 году, когда Рут Грейвс Уэйкфилд (Ruth Graves Wakefield) из гостиницы Toll House Inn в городе Уитмен, штат Массачусетс добавила в рецепт печенья кусочки полусладкого шоколадного батончика Nestlé. Печенье пользовалось огромным успехом, и в 1939 году Уэйкфилд договорилась с компанией Nestlé о том, чтобы добавить её рецепт на упаковку шоколадных батончиков в обмен на пожизненный запас шоколада. Изначально компания Nestlé прилагала к шоколадным батончикам небольшой нож для их разрезания. В 1941 году компания Nestlé и по крайней мере один из её конкурентов начали продавать шоколад в виде «чипсов» (или «кусочков»).

## Типы
Первоначально шоколадную крошку делали из полусладкого шоколада, а в настоящее время существует множество вкусов. К ним относятся: горько-сладкий, с арахисовым маслом, с ирисками, с мятным шоколадом, с белым шоколадом, с тёмным шоколадом, с молочным шоколадом, а также с белой и тёмной завитой стружкой.

## Использование
Шоколадную крошку можно использовать в печеньях, блинах, вафлях, пирожных, пудинге, маффинах, французских блинчиках, пирогах, горячем шоколаде и различной выпечке. Также ингредиенты входят в состав многих других продуктов питания, таких как батончики с гранолой, мороженое и аджиле.

### Выпечка и плавление
Шоколадную стружку также можно растопить и использовать в соусах и других рецептах. Стружка лучше всего плавится при температуре от 40 до 45 °C (от 104 до 113 °F). Процесс плавления начинается при 32 °C (90 °F), когда в стружке начинает плавиться какао-масло. Температура приготовления не должна превышать 115 °F (46 °C) для молочного и белого шоколада или 120 °F (49 °C) для тёмного шоколада, иначе шоколад подгорит.
Несмотря на удобство, растопленный шоколад не всегда рекомендуется использовать вместо шоколада для выпечки. Поскольку большинство шоколадных плиток предназначены для сохранения формы при выпечке, они содержат меньше какао-масла, чем шоколад для выпечки, и с ними сложнее работать в растопленном виде.

## Доступность
Шоколадная крошка популярна в качестве ингредиента для выпечки в США. Печенье с шоколадной крошкой, появившееся в США, широко распространено во многих странах мира. Компании Nestlé и Hershey’s являются одними из производителей шоколадной крошки.